# Xenylla gamae
Xenylla gamae är en urinsektsart som beskrevs av Cardoso 1967. Xenylla gamae ingår i släktet Xenylla och familjen Hypogastruridae. Inga underarter finns listade i Catalogue of Life.